# Pistolet Mauser C96
Mauser C96 – pistolet opracowany w zakładach Mausera, pierwszy udany typ pistoletu samopowtarzalnego. Pistolet był produkowany w Niemczech w latach 1896–1939, a także w innych krajach (Chiny, Hiszpania), często bez licencji od producenta. Łącznie wyprodukowano ponad milion pistoletów tego typu. Pistolet działał na zasadzie krótkiego odrzutu lufy i zasilany był z niewymiennego magazynka, umieszczonego przed spustem, w podstawowej wersji pistoletu mieszczącego 10 nabojów kalibru 7,63 mm, który nadawał broni charakterystyczny wygląd.

## Historia powstania
Projekt pistoletu Mauser C96 został opracowany w 1893 roku przez pracowników fabryki Mausera braci: Fidela, Friedricha, oraz Josefa Feederle, z których Fidel był dyrektorem działu konstrukcyjnego fabryki. Swój pistolet zaprojektowali oni z własnej inicjatywy, bez wiedzy pracodawcy. Kiedy Paul Mauser dowiedział się w 1894 roku o istnieniu zaawansowanego projektu pistoletu samopowtarzalnego, zlecił dalsze prace już oficjalnie siłami fabryki. Pierwsze próbne strzelania prototypu pistoletu miały miejsce 15 marca 1895. 11 grudnia 1895 Mauser opatentował pistolet w Niemczech, a następnie w innych krajach. Prototypowe pistolety strzelały nabojem 7,65 mm Borchardta, ale wkrótce Mauser opracował ulepszony nabój 7,63 mm Mauser, różniący się nieco wymiarami i zwiększonym ładunkiem prochowym.
Pistolet jest uznawany za pierwszy udany typ pistoletu samopowtarzalnego. Mimo umieszczenia magazynka przed rękojeścią, co skutkowało tym, że broń była „ciężka na lufę”, a także mimo wysokiej masy i małej poręczności, Mauser C96 znany był jako broń o bardzo wysokiej celności i niezawodności, rzadko ulegająca zacięciom. Stosowana amunicja 7,63 mm miała bardzo dużą energię i przebijalność, jak na naboje pistoletowe. Teoretycznie możliwe było strzelanie na odległości aż do 1000 metrów, do jakiej wyskalowany był celownik, aczkolwiek celność na takim dystansie była niewielka, a przy strzelaniu na odległość powyżej 50 m należało stosować dołączaną drewnianą kolbę, stanowiącą zarazem kaburę pistoletu. Mało praktyczny był sposób ładowania pistoletu, z łódki (podobnie, jak karabinów powtarzalnych), aczkolwiek magazynki wymienne rozpowszechniły się dopiero w pistoletach skonstruowanych później. Mimo zalet magazynków wymiennych, Mauser C96 praktycznie do końca produkcji w Niemczech pozostał z magazynkiem niewymiennym. Zaletą takiego układu była jednak duża pojemność magazynka, większa o 2–4 niż we wczesnych pistoletach z magazynkami wymiennymi. Ujemną cechą było, typowe dla konstrukcji tego okresu, skomplikowanie i materiałochłonność w produkcji, a co za tym idzie, wysoka cena. Mimo to, broń odniosła duży sukces komercyjny i pozostała długo w produkcji, nawet mimo pojawienia się nowszych pistoletów. Ze względu na kształt chwytu, nazywano go w krajach anglosaskich Broomhandle (kij od szczotki).
W 1896 roku trwały przygotowania do uruchomienia produkcji i dalsze doskonalenie licznych prototypów broni, które jednak nie zmieniły się znacząco w stosunku do pierwszego prototypu. Zauważalną zmianą była zmiana kształtu zakończenia kurka, z ostrogi na okrągły. 20 sierpnia 1896 pistolet został zaprezentowany na strzelnicy cesarzowi Wilhelmowi II. Od września tego roku produkowane partie przedseryjne broni, różniące się detalami (numery seryjne z zakresu ok. 90–360). Najistotniejszą zmianą wprowadzoną w tym okresie było zastąpienie jednego zaczepu ryglującego zamek przez dwa zaczepy. Stałe przyrządy celownicze zostały zastąpione przez regulowaną szczerbinkę. Swoją dojrzałą formę broń uzyskała od pistoletu nr 360, po czym od kwietnia 1897 ruszyła produkcja seryjna.

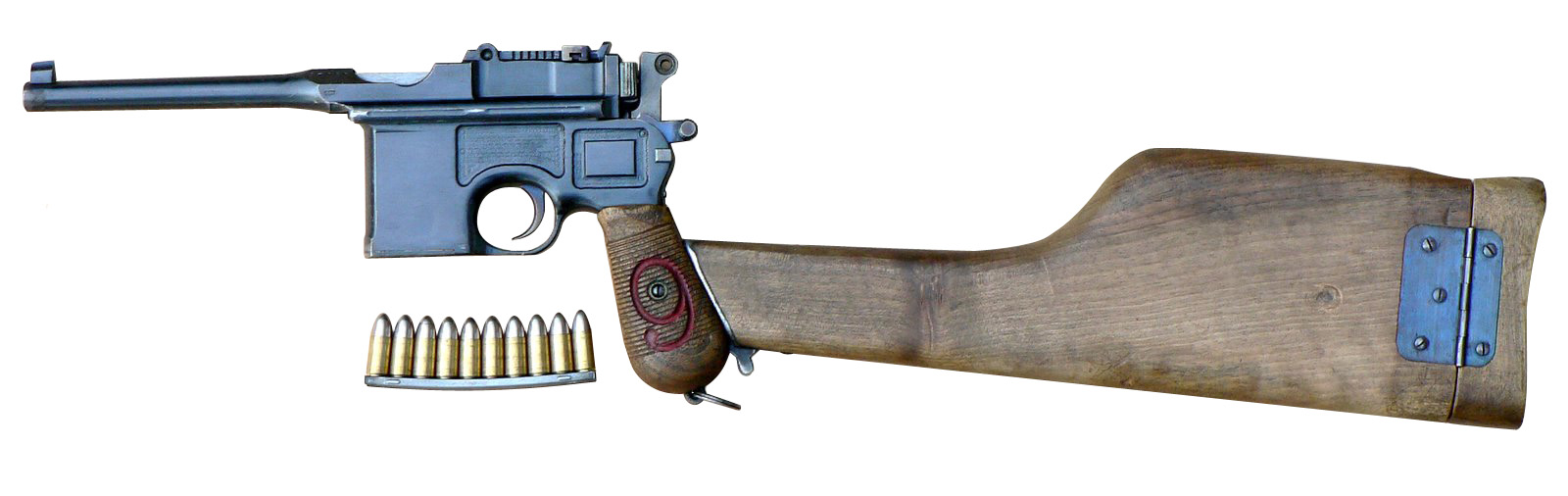
Pistolet Mauser z dołączoną kolbą – kaburą (wersja 9 mm)

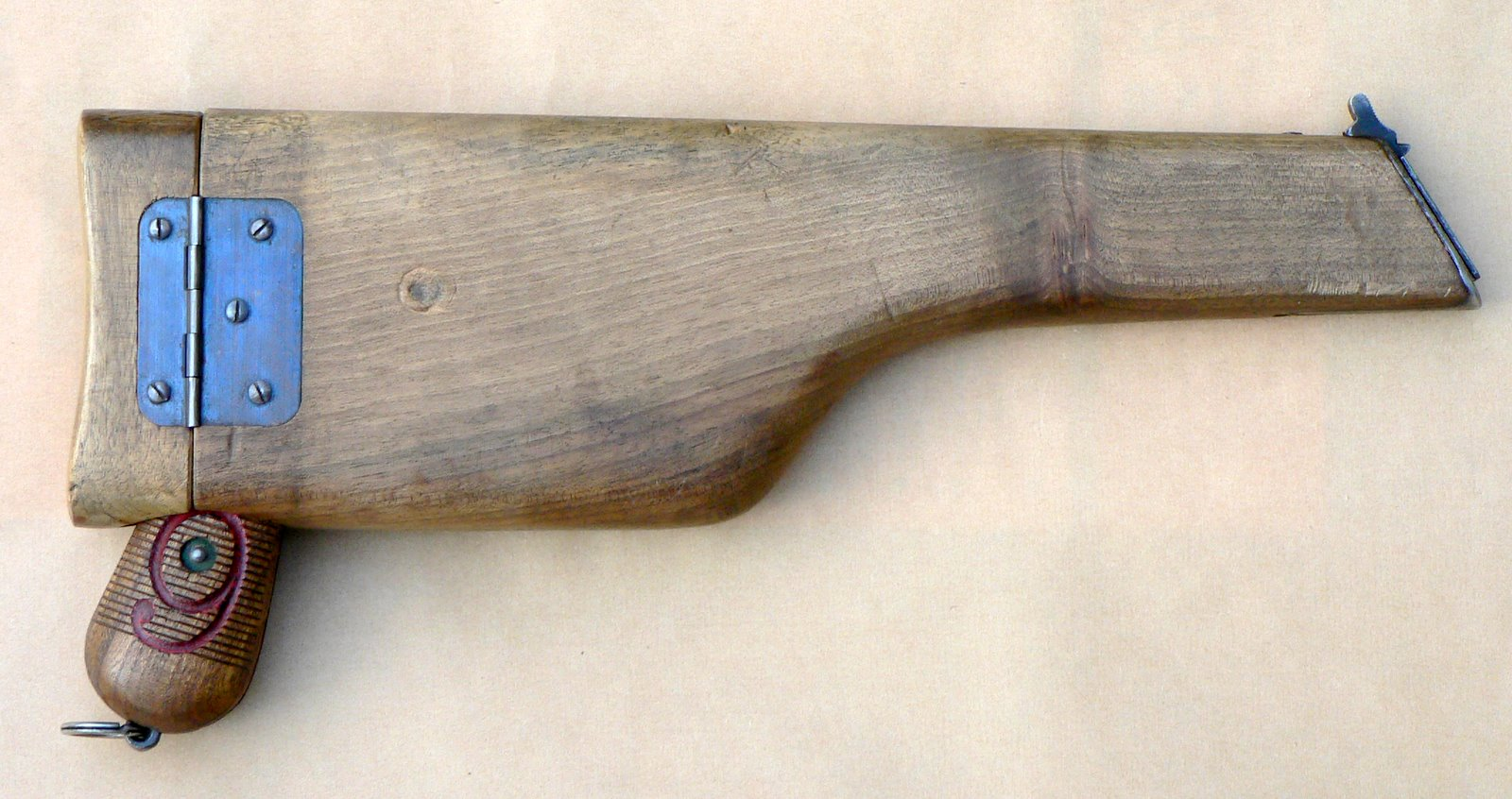
Pistolet Mauser w kaburze

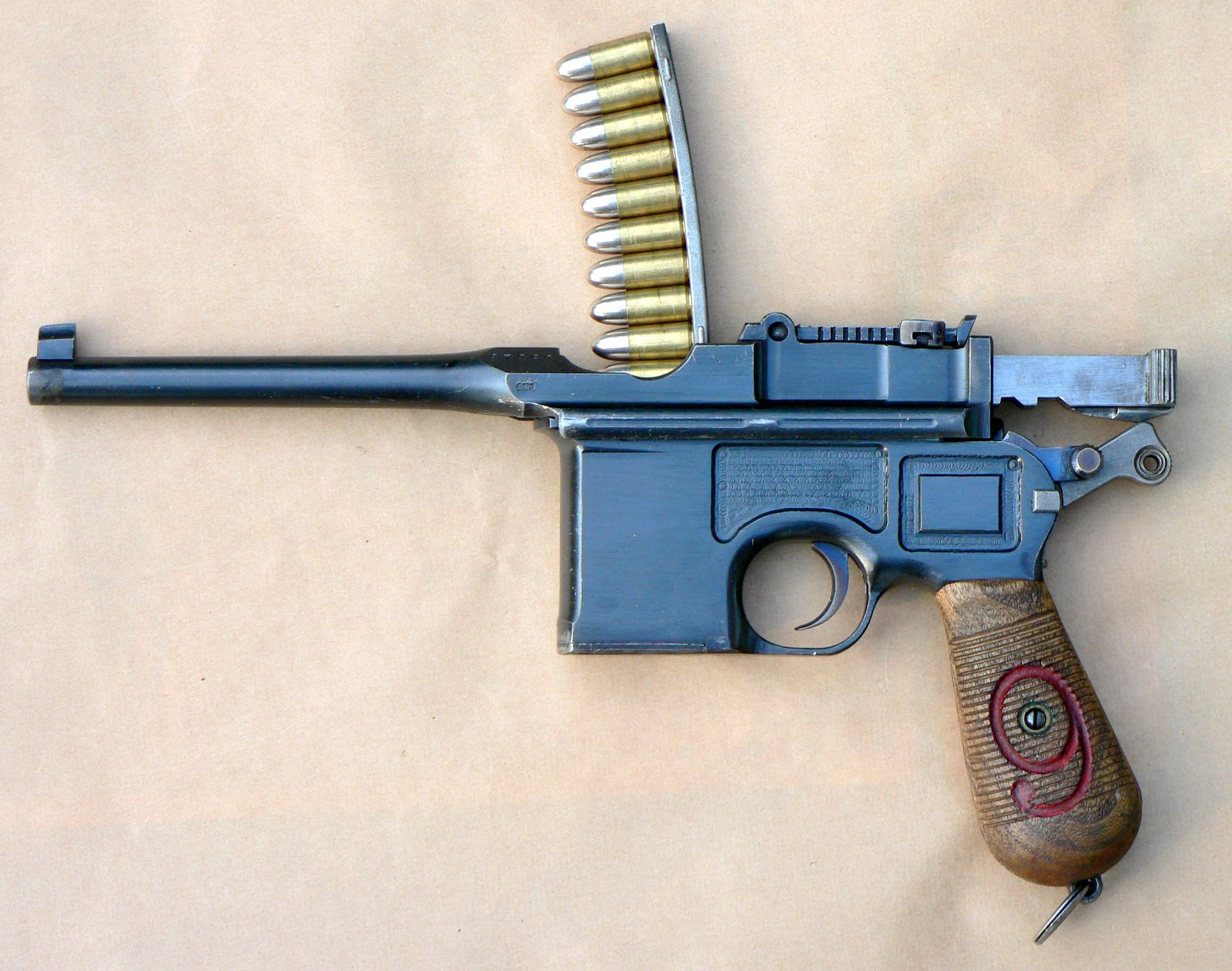
Ładowanie z łódki pistoletu Mauser (wersja 9 mm). Widoczny odciągnięty zamek

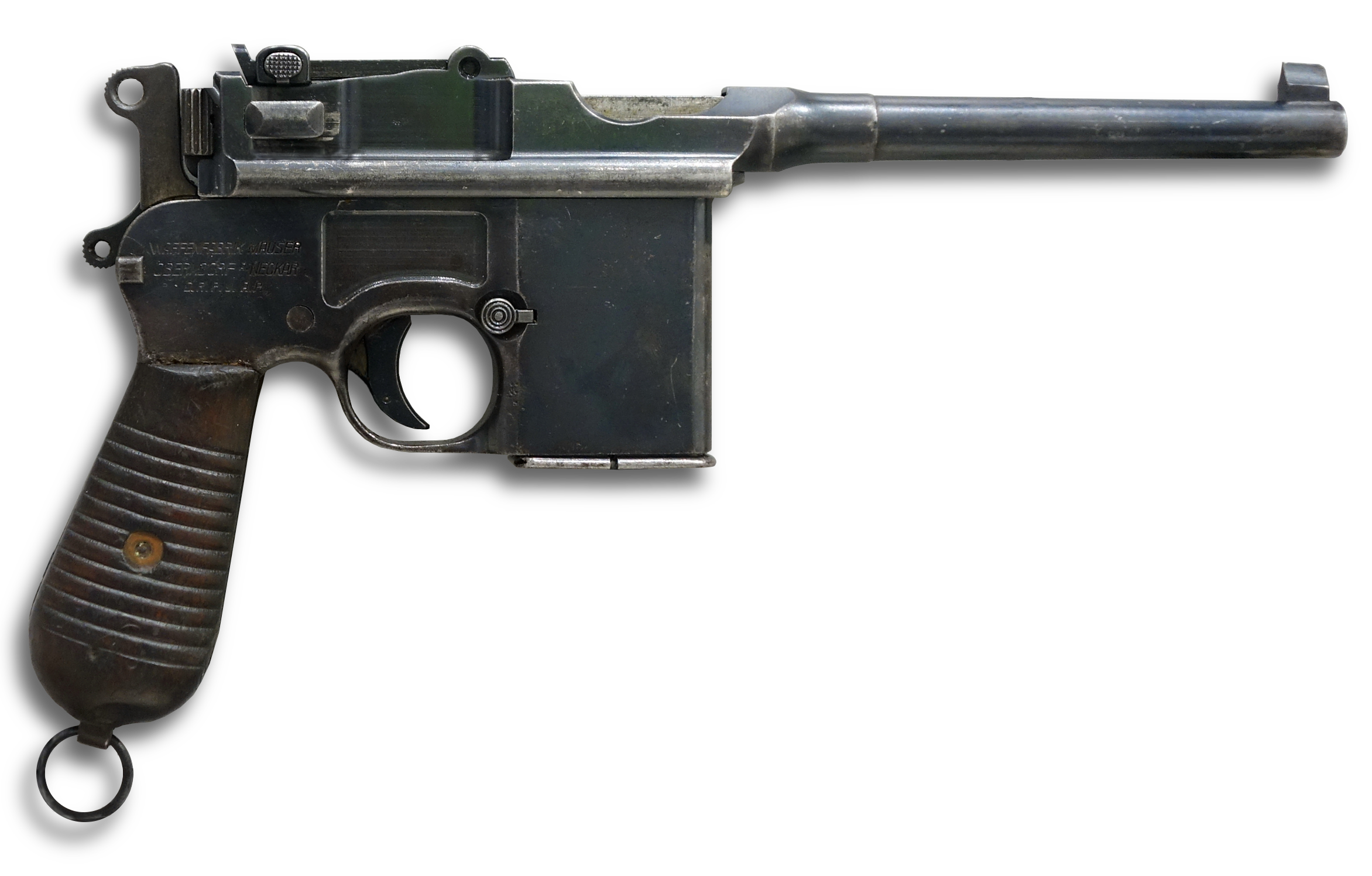
Mauser M1932/M712 z odłączanym magazynkiem

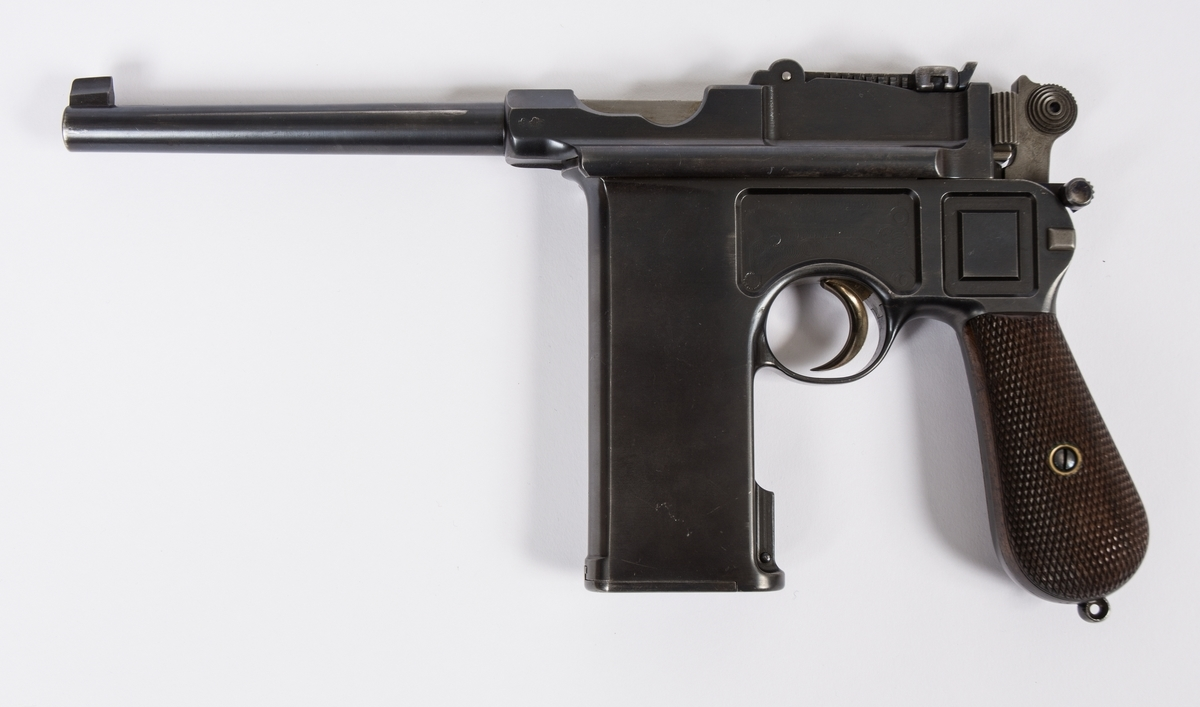
Mauser z magazynkiem 20-nabojowym

## Wersje
W toku rozwoju, powstało bardzo wiele wersji tej broni, różniących się szczegółami oraz długością lufy. Większość wersji używała amunicji 7,63 × 25 mm Mauser, ale powstały także odmiany na eksportową amunicję 9 mm Mauser oraz amunicję 9 × 19 mm Parabellum, a w Chinach wyprodukowano odmianę używającą amunicji .45 ACP. Większość wersji miała odłączaną drewnianą kolbę, która służyła także jako kabura. Typowe wersje miały magazynek 10–nabojowy. Na samym początku produkcji (do 1898) wyprodukowano małą liczbę pistoletów z dłuższym magazynkiem 20–nabojowym, lecz wersja ta nie zyskała popularności. Produkowano także mniejsze serie pistoletów z krótszym magazynkiem 6–nabojowym.
Pierwszy model pistoletu ze standardowym magazynkiem 10–nabojowym miał lufę długości 140 mm. Zakończenie kurka było wykonane w postaci pełnego krążka z ząbkowaniem na obwodzie w tylnej części i z koncentrycznymi zmniejszającymi się kręgami po bokach. Istniała ponadto wersja z krótszą lufą 89 mm i stałymi przyrządami celowniczymi, znana jako „model oficerski”. Produkowano także w 1897 pistolety z magazynkiem 6–nabojowym i lufą 121 mm.
W latach 1898–1898 wprowadzono nowy wzór kurka, zakończonego dużym pierścieniem. Następnie, około 1903 został on zastąpiony przez ostateczny wzór kurka, z małym pierścieniem.
Istniała wersja z odłączanym magazynkiem samoczynna, jak np. M1932/M712, która mogła być używana jak mały pistolet maszynowy. Broń ta w wersji 7,63 posiada względnie długą lufę, przez co cechuje się doskonałym wykorzystaniem ładunku miotającego pocisku, co skutkuje bardzo dużą siłą przebicia pełnopłaszczowego pocisku.
W czasie I wojny światowej, w latach 1916–1918 na zamówienie niemieckiej armii wyprodukowano 150 tys. pistoletów na amunicję 9 mm Parabellum. Ta wersja była znana jako „czerwona dziewiątka” z racji dużej cyfry „9” wyciętej i wymalowanej na czerwono na rękojeści pistoletu w celu łatwego odróżnienia ich od wersji na amunicję 7,63 mm.

## Użytkownicy
Mauser C96 był komercyjnie dostępny w wielu krajach świata i używany był w wielu armiach. Był to ulubiony pistolet Winstona Churchilla, używał go w czasie bitwy pod Omdurmanem i II wojny burskiej. Pistolet ten był używany w czasie wielu wojen kolonialnych, w I wojnie światowej, w hiszpańskiej wojnie domowej czy w wojnie o Chaco. Znaczna część egzemplarzy została sprzedana do Rosji w czasie rewolucji, gdzie były znane jako „Bolo” Mauser (Bolo to skrót od „Bolszewik”) lub „Komisarz”. Pistolety te, zarówno wersje oficjalne, jak i lokalne „podróbki”, używane były w Chinach w czasie wojny chińsko-japońskiej, gdzie otrzymały przezwisko „armata w pudełku” (盒子炮) z powodu drewnianej kolby („pudełka”). Mauser C96 był tam podstawowym typem broni krótkiej. Zdarzało się, że całe oddziały(szczególnie z elitarnych szturmowych jednostek) używały tych pistoletów (w wersji z drewnianą kaburo-kolbą).
W latach 1915–1917 Austro-Węgry zakupiły 50 tys. C96, które zostały włączone na wyposażenie ich sił zbrojnych. Niektóre z zakupionych egzemplarzy zostały przekonwertowane na amunicję 8,1 × 27 mm (od rewolwerów Rast & Gasser M1898).
Pomimo znacznej popularności pistolet ten nie został nigdzie poza Chinami przyjęty jako podstawowa broń boczna.
Z takiego pistoletu Włado Czernozemski zastrzelił w 1934 w Marsylii króla Jugosławii Aleksandra I Karadziordziewicia.
Pistolet Mauser C96 nie był przyjęty w Wojsku Polskim jako broń etatowa, lecz pewna ich liczba była używana przez oficerów w okresie międzywojennym, do czasu wprowadzenia pistoletu Vis. Spotykane były następnie w partyzantce, częściej w formowanych w ZSRR oddziałach ludowego Wojska Polskiego. Wkrótce po wojnie w niewielkiej liczbie egzemplarzy używane były przez milicję.

## Opis
Pistolet Mauser C96 działał na zasadzie krótkiego odrzutu lufy, strzelał z zamka zamkniętego. Zasilany był z niewymiennego magazynka, umieszczonego przed spustem, ładowanego od góry za pomocą łódki, po odciągnięciu zamka. W podstawowej wersji magazynek był dwurzędowy i mieścił 10 nabojów. Lufa, wykonana z jednego kawałka stali, połączona była w tylnej części z komorą zamkową, wewnątrz której poruszał się zamek. Pod zamkiem był umieszczony wahliwy blok ryglujący, z dwoma zaczepami na górnej powierzchni, które wchodziły w wycięcia zamka. Zamek miał na końcu uchwyty po obu stronach do odciągania.
Po zwolnieniu spustu, napięty kurek zbijał iglicę, powodując strzał. Po strzale lufa z zamkiem cofała się o 2,4 mm, po czym odryglowany zamek cofał się dalej, wysuwając się do tyłu z komory zamkowej i napinając przy tym kurek. Następnie zamek powracał, wybierając nabój z magazynka i wprowadzając go do komory nabojowej. Na końcu cyklu lufa z zamkiem przesuwała się do przodu i następowało zaryglowanie zamka. Po wystrzeleniu wszystkich nabojów, zamek pozostawał w tylnym położeniu.
Wczesne pistolety miały bezpiecznik unieruchamiający kurek w postaci dźwigni, która należało przesunąć w dół w celu zabezpieczenia. Od około 1912 wprowadzono nowy typ bezpiecznika, którego dźwignię należało przesunąć do góry w celu zabezpieczenia broni.

## Odniesienia w kulturze
Współcześnie pistolet Mauser C96 pojawia się w licznych filmach i grach komputerowych np. stanowiąc broń osobistą głównego bohatera serialu Czterej pancerni i pies (Jana Kosa), w westernie Joe Kidd (używany przez tytułowego bohatera granego przez Clinta Eastwooda), czy w serii filmów science fiction Star Wars, gdzie jest bronią Hana Solo jako blaster DL-44 (pomalowany na czarno z kilkoma dodatkami mającymi nadać mu futurystyczny wygląd). Można go też zaobserwować w serii komiksów „Durango” gdzie tytułowy Durango jest właścicielem tej broni. Pistolet ten stał się bohaterem wiersza Włodzimierza Majakowskiego z 1918 „Lewą Marsz”.